# 美国全国中学生演讲与辩论联赛

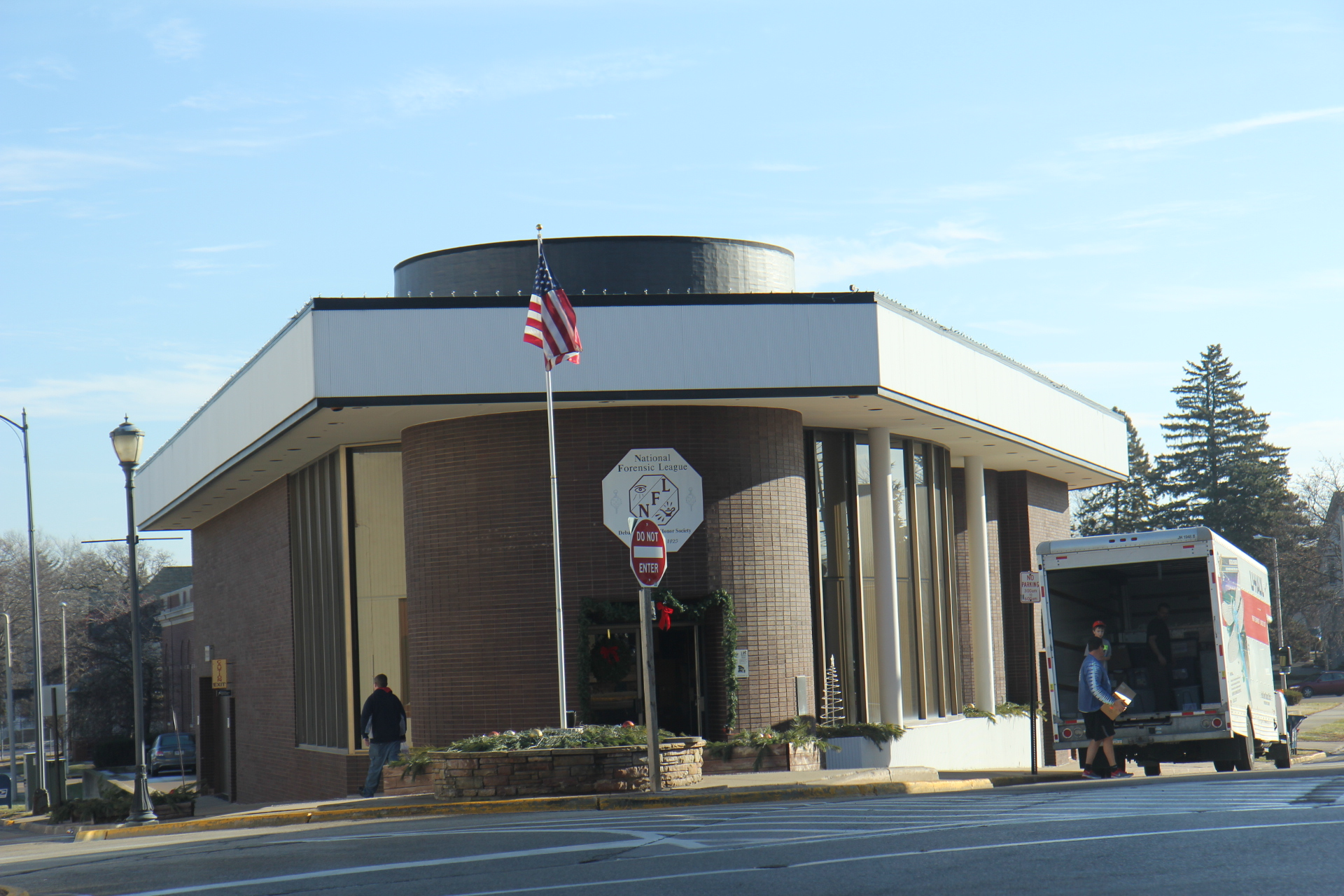
威斯康星州里彭总部

全国演讲和辩论协会（英語：National Speech and Debate Association，縮寫：NSDA）是一个美国学生辩论协会，其成立于1925年，前身为全国辩论联盟（2014年更名) 。它是美国指导中学竞争性演讲和辩论活动的四大全国性组织之一，其他组织分别是全国天主教辩论联盟、全国基督教辩论和沟通协会和Stoa 。该协会为初中、高中和大学水平的学生提供竞争性演讲和辩论活动、资源、培训、奖学金机会和高级认可 。

## 全国锦标赛
NSDA 举办的最大赛事是全国锦标赛。 这项比赛被认为是高中演讲和辩论的顶峰，只有最优秀的选手才能参加。 之前的地点包括盐湖城，堪萨斯城，达拉斯，劳德代尔堡，伯明翰等等。

### 资质
美国有着众多NSDA区。根据学区的规模和参赛学生的数量，每个学区在每项赛事中都会获得一定数量的资格。每年春天每个区都会举办一场锦标赛，每项赛事中排名最高的参赛者可以参加 NSDA 全国锦标赛。 

### 竞赛
在全国锦标赛期间，所有参赛者在各自的项目中参加几轮预赛。然后，在多轮淘汰赛中，学生被淘汰，直到只剩下 2-7 名决赛选手，最后一轮的获胜者被加冕为全国冠军。 许多全国冠军和亚军获得大学奖学金。

#### 说明性演讲
说明性演讲是全国锦标赛的补充项目。 说明性演讲是参赛者发表五分钟的讲话。 演讲的目的是让听众了解一个特定的对象、概念或过程; 然而，演讲的主题必须是真实的。 一般来说，这个演讲有些娱乐性，但也有一定的社会意义。

## 荣誉协会
如果一个学生是 NSDA 荣誉协会的成员，他们可以通过参加比赛(不一定与 NSDA 有关) ，评判比赛，或者为演讲和辩论社区完成某种形式的服务而获得荣誉分。 在不同的点上，他们达到了荣誉社会的不同层次。 所有学生都必须遵守荣誉守则，违反这些守则会被取消分数。